# 布洛克 (上加龙省)
布洛克（法語：Bouloc，法語發音：[bulɔk]）是法国上加龙省的一个市镇，属于图卢兹区。

## 地理
布洛克（43°46'49"N, 1°24'18"E）面积18.55 平方千米，位于法国奧克西塔尼大區上加龙省，该省份为法国西南部内陆省份，西南端与西班牙接壤，自此顺时针与上比利牛斯省、热尔省、塔恩-加龙省、塔恩省、奥德省和阿列日省接壤。
与布洛克接壤的市镇（或旧市镇、城区）包括：维洛德里克、卡斯泰尔诺-代斯特雷特丰、弗龙通、塔恩河畔维勒米尔、布洛克新城。

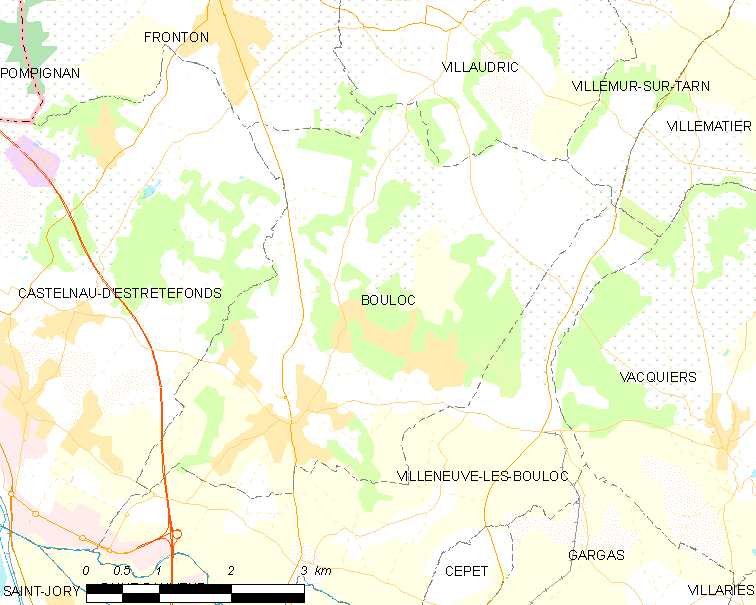
的OSM定位图

布洛克的时区为UTC+01:00、UTC+02:00（夏令时）。

## 行政
布洛克的邮政编码为31620，INSEE市镇编码为31079。

## 政治
布洛克所属的省级选区为塔恩河畔维勒米尔县。

## 人口

1962-2008年间人口变化图示

布洛克于2022年1月1日时的人口数量为4655人。